# High Altitude Medicine & Biology
High Altitude Medicine & Biology is een internationaal, aan collegiale toetsing onderworpen wetenschappelijk tijdschrift op het gebied van de biofysica.
De naam wordt in literatuurverwijzingen meestal afgekort tot High Alt. Med. Biol..
Het eerste nummer verscheen in 2000.